# سیارک ۶۸۴۵
سیارک ۶۸۴۵ (به انگلیسی: 6845 Mansurova، نامگذاری:1976JG2) شش هزار و هشتصد و چهل و پنجمین سیارک کشف شده‌است که در ۲ مه ۱۹۷۶ کشف شد.
قدر مطلق سیارک برابر ۱۳٫۴۰ است.